# Ondo (delstat)
Ondo är en delstat i sydvästra Nigeria, vid Beninbukten, väster om Nigers delta. Den bildades 1976 och inkluderade fram till 1996 Ekiti, som detta år bildade en egen delstat.
I Ondo bedrivs jordbruk, med stor produktion av bomull och tobak. Andra näringar är skogsbruk och gruvdrift med utvinning av järnmalm, kaolin, petroleum och kol. En del traditionell hantverksproduktion (mattor, smide och keramikvaror).